# سیارک ۱۷۸۹۳
سیارک ۱۷۸۹۳ (به انگلیسی: 17893 Arlot، نامگذاری:1999FO) هفده هزار و هشتصد و نود و سومین سیارک کشف شده‌است که در ۱۷ مارس ۱۹۹۹ کشف شد.